# K2-63
K2-63, EPIC 206101302 — одиночная звезда в созвездии Водолея на расстоянии приблизительно 1675 световых лет (около 514 парсек) от Солнца. Видимая звёздная величина звезды — +12,88m.
Вокруг звезды обращается, как минимум, две планеты.

## Характеристики
K2-63 — жёлто-белая звезда спектрального класса F. Масса — около 1,4 солнечной, радиус — около 1,63 солнечного, светимость — около 1,658 солнечной. Эффективная температура — около 5612 К.

## Планетная система
В 2016 году командой астрономов, работающих с фотометрическими данными в рамках проекта Kepler K2, было объявлено об открытии двух планет: K2-63 b и K2-63 c.